# أورنون (إزار)
أورنون هي بلدية في إزار في جنوب شرق فرنسا.